# Parinsoran Pangorian
Parinsoran Pangorian is een bestuurslaag in het regentschap Tapanuli Utara van de provincie Noord-Sumatra, Indonesië. Parinsoran Pangorian telt 1546 inwoners (volkstelling 2010).